# Tomasz Cimoszewicz
Tomasz Cimoszewicz (ur. 16 października 1979 w Warszawie) – polski polityk i przedsiębiorca, poseł na Sejm VIII kadencji. Syn Włodzimierza Cimoszewicza.

## Życiorys
W 1998 ukończył liceum ogólnokształcące. Podjął następnie studia w Wyższej Szkole Dziennikarskiej im. Melchiora Wańkowicza w Warszawie. Przerwał je po drugim roku, po czym wyjechał do Stanów Zjednoczonych, gdzie przez kilkanaście lat zajmował się prowadzeniem własnej działalności gospodarczej.
W wyborach parlamentarnych w 2015 wystartował do Sejmu w okręgu białostockim z ostatniego miejsca na liście Platformy Obywatelskiej (jako kandydat bezpartyjny). Uzyskał mandat posła VIII kadencji, otrzymując 14 496 głosów. W tym samym miesiącu wstąpił do Platformy Obywatelskiej. W Sejmie VIII kadencji został członkiem Komisji Mniejszości Narodowych i Etnicznych oraz Komisji Ochrony Środowiska, Zasobów Naturalnych i Leśnictwa, pracował też w Komisji Łączności z Polakami za Granicą (2015–2018). W wyborach w 2019 nie uzyskał poselskiej reelekcji. W sierpniu 2020 wystąpił z PO.